# Kapasaari (ö i Södra Savolax, Nyslott, lat 61,81, long 28,92)
Kapasaari är en ö i Finland. Den ligger i sjön Pihlajavesi och i kommunen Nyslott i  landskapet Södra Savolax, i den sydöstra delen av landet, 280 km nordost om huvudstaden Helsingfors. Öns area är 28 hektar och dess största längd är 1 kilometer i öst-västlig riktning.